# São Pedro do Sul (Portugal)
São Pedro do Sul is een gemeente in het Portugese district Viseu.
De gemeente heeft een totale oppervlakte van 349 km² en telde 19.083 inwoners in 2001.

## Plaatsen in de gemeente
- Baiões
- Bordonhos
- Candal
- Carvalhais
- Covas do Rio
- Figueiredo de Alva
- Manhouce
- Pindelo dos Milagres
- Pinho
- Santa Cruz da Trapa
- São Cristóvão de Lafões
- São Félix
- São Martinho das Moitas
- São Pedro do Sul
- Serrazes
- Sul
- Valadares
- Várzea
- Vila Maior